# Otto Wunder

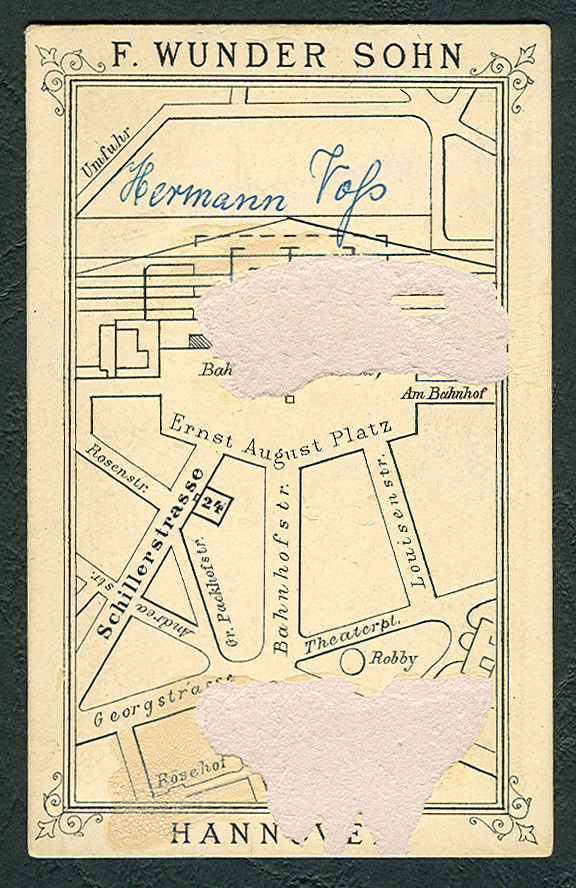
Um 1870: Rückseite einer Carte de Visite mit skizziertem Lageplan

Otto Wunder (* 28. September 1844 in Hannover; † 1921 ebenda) war ein deutscher Fotograf, der das Fotoatelier „F. Wunder Sohn“ betrieb.

## Leben
Otto war der älteste von drei Söhnen von Friedrich Karl Wunder, Hannovers erstem Fotografen. Alle drei Söhne wurden ebenfalls selbständige Fotografen. Als erster eröffnete Otto 1870 in Hannover eine „Photographische Anstalt“ in der Schillerstraße 24 H unter dem Namen Fa. F. Wunder Sohn. „Der Name Wunder muss zu dieser Zeit einen so ausgezeichneten Ruf genossen haben, dass Otto Wunder Wert darauf legte, den Namen des Vaters wenigstens in der Firmenbezeichnung zu erhalten“. Dieser erste Firmenstandort in unmittelbarer Nähe zum Hauptbahnhof (am Standort der heutigen Galeria Kaufhof) versprach darüber hinaus gute Geschäfte durch die vielen Reisenden, die in der Frühzeit der Fotografie ihren Besuch in der Stadt mit einer eigenen Visitkarte dokumentieren konnten.

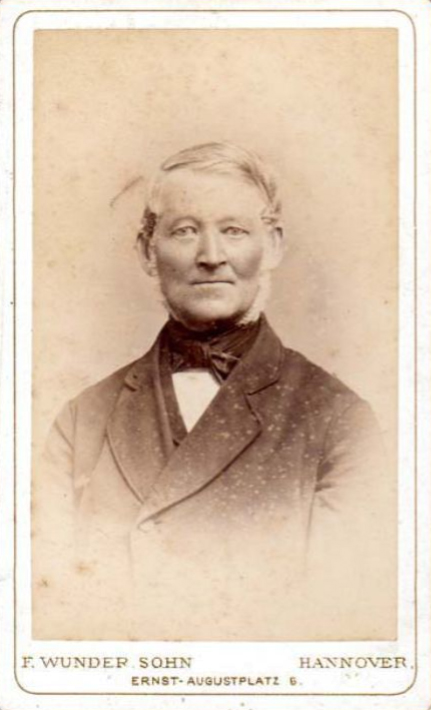
Der Rechenbuch-Autor Ferdinand Heuer;
Atelier Ernst-Augustplatz 6, um 1881

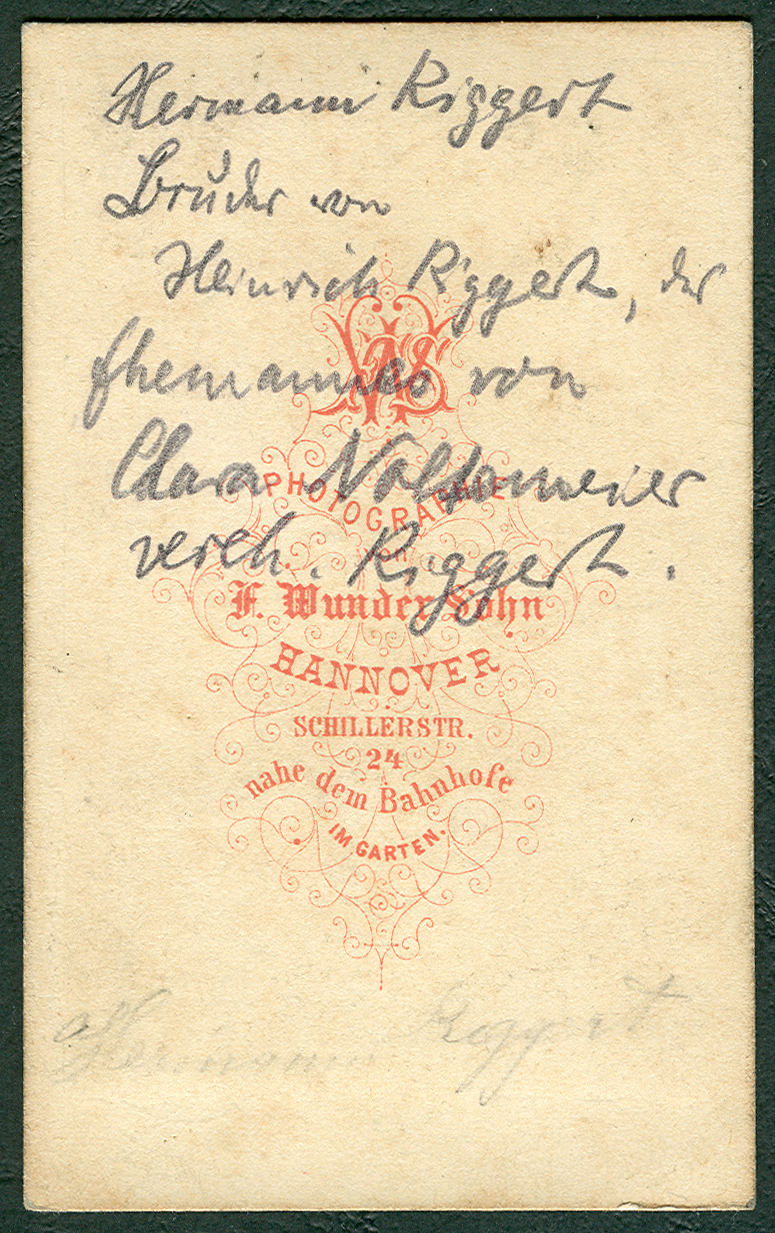
Das Atelier fanden „Hermann Riggert“ und andere Kunden „im Garten“.

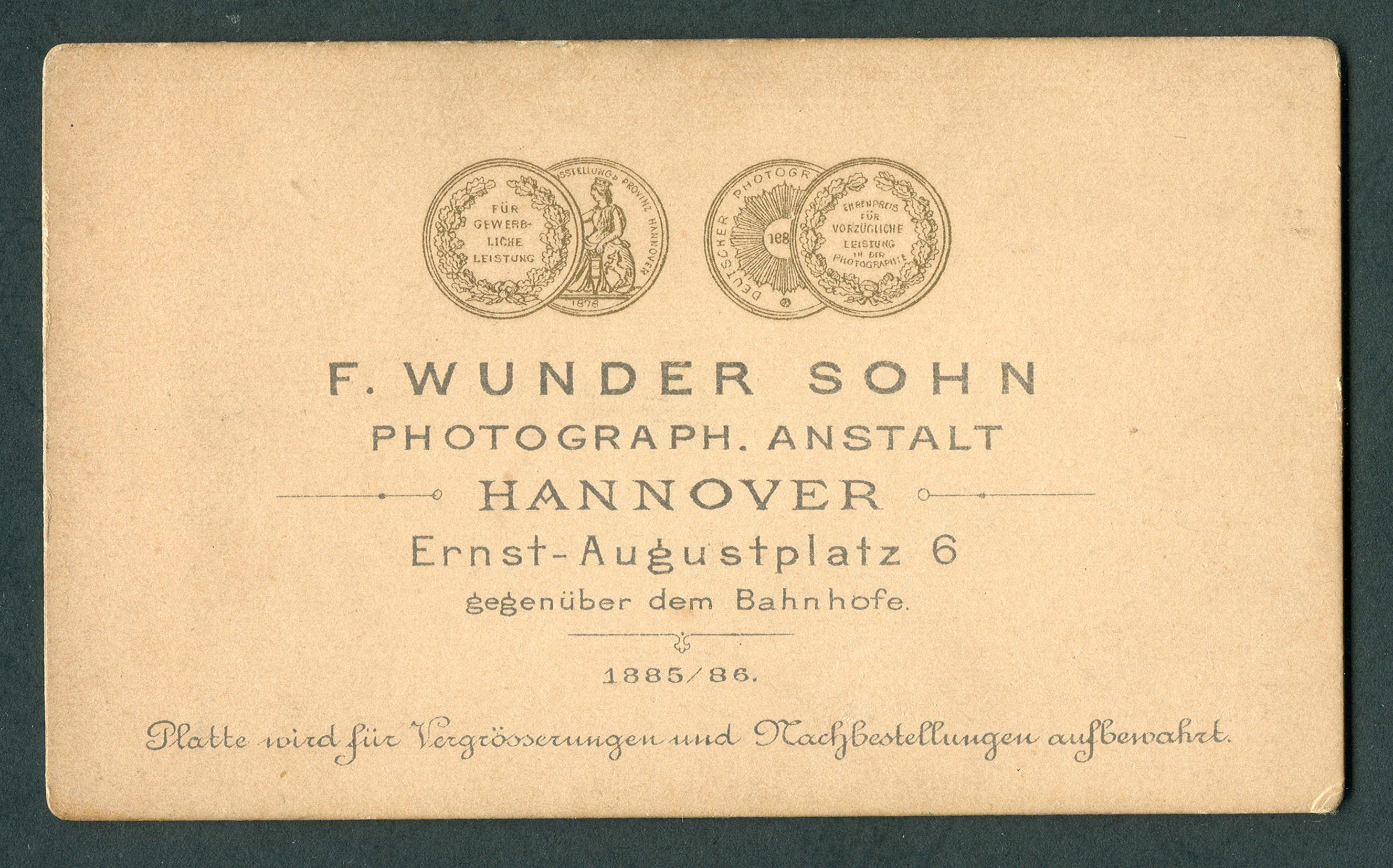
1885/86: Rückseite einer CDV der Zeit mit den Abbildungen von zwei Medaillen

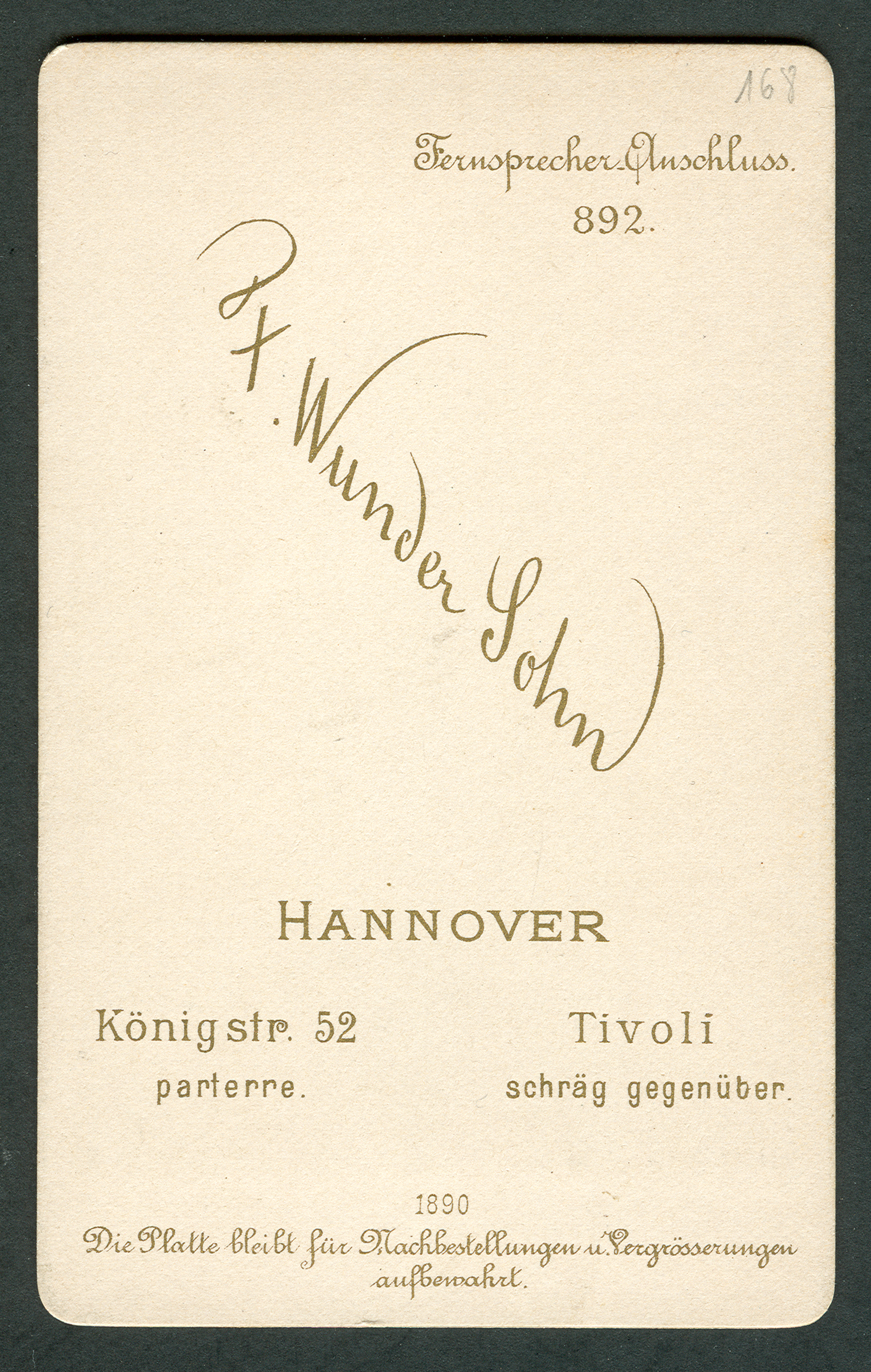
„um“ 1890: CDV vom Standort Königstraße

Erstmals im Adreßbuch, Stadt- und Geschäftshandbuch der Königlichen Residenzstadt Hannover und der Stadt Linden für 1881 tauchte Otto Wunder, mit der Firmierung „F. Wunder Sohn“, mit Sitz im Haus „Ernst-Augustplatz 6“ auf, wo er im zweiten Stockwerk sein Atelier betrieb. Für den Zeitraum 1885/86 dokumentieren die Rückseiten verschiedener Cartes de Visite (CDV) den neuen Firmenstandort, nun direkt „gegenüber dem Bahnhofe“. Auf jenen CDV's findet sich auch der Hinweis auf zwei zuvor verliehene Auszeichnungen.
1888 nahm Otto Wunder, ebenso wie sein Bruder Karl Friedrich Wunder, an der Allgemeinen Gewerbeausstellung der Provinz Hannover teil. In der offiziösen Gewerbe-Ausstellungs-Zeitung hieß es dazu: „[…] Zu beiden Seiten in der rechten wie in der linken Queerhalle befinden sich Photographien von F. Wunder Sohn, ebenfalls größtentheils Portraits, theils in unveränderlichem Pigmentdruck, theils Email-Photographien, und dem vorigen [Karl Friedrich Wunder, Fa. Friedrich Wunder] nicht nachstehend.“
Spätestens 1890 übersiedelte die Firma in die „Königstraße 52 … (dem) Tivoli schräg gegenüber“ und konnte sich bereits einen der ersten „Fernsprecher“-Anschlüsse leisten.
Im Vergleich mit den „Visitkarten“ anderer Fotografen fällt der Unterschied auf, dass Otto Wunder die Fotokartons für seine CDV's ab einem bestimmten Zeitpunkt offenbar durchgängig mit den jeweils aktuellen Jahreszahlen vordrucken ließ. Der Zweck war vermutlich eine Rationalisierung beim Wiederauffinden der Fotoplatten, die ausweislich seiner CDVs „für Nachbestellungen und Vergrößerungen aufbewahrt“ wurden. Dies bedeutet, dass die ursprünglichen Aufnahmen auf vorgefundenen Visitkarten auch älter als die vorgedruckt datierten Fotoabzugs-Träger (der Fotokarton) sein können – eine Datierung muss also immer als eine Circa-Angabe gesehen werden.
Der Fotobetrieb überlebte „die wirtschaftlichen Schwierigkeiten der Inflationsjahre nicht“.
Otto Wunder wurde – wie sein Bruder Karl Friedrich – auf einem 1869 erworbenen Familiengrab auf dem Engesohder Friedhof neben den Eltern begraben.

## Auszeichnungen
Auf den Visitenkarten von 1885/86 warb Otto Wunder mit den Abbildungen der Medaillen von
- 1878: „Für gewerbliche Leistung“, Allgemeine Gewerbeausstellung der Provinz Hannover, sowie
- 188... (1885 oder früher): „Ehrenpreis für vorzügliche Leistung in der Photographie“, Deutscher Photographischer Verein.[7]